# Prix des poètes suisses de langue française
Le prix des poètes suisses de langue française est un prix littéraire créé en 1960.

## Historique
Le prix a été créé par Société des poètes et artistes de France à travers sa délégation suisse francophone.

## Lauréats
- 1967 Simone Eberhard
- 1968 Fernand-André Parisod
- 1971 Philippe Moser
- 1972 Michèle Corfdir / Michèle Huguenin
- 1976 Suzanne Santschi-Roth / Pierre-Georges Tamini
- 1989 Marie-Claude Pellerin
- 1995 Odile Maupas / Gabrielle Clerc